# Nijaz Batlak
Nijaz Batlak Daidža (pseudonim: Mate Šarlija; Zvekovica pored Cavtata, 15. ožujka 1929. – Zagreb, 31. siječnja 1999.) bio je general u Hrvatskoj vojsci tijekom Domovinskoga rata u Hrvatskoj od 1991. do 1995. godine.
Poznat je kao osoba koji nije mnogo govorio o svojoj prošlosti, a i o događajima u sadašnjici je davao zagonetne i tajanstvene izjave, tako da je njegov životopis rekonstruiran prema izjavama i spoznajama njegovih suvremenika i poznanika. Važio je za iskrenu osobu, što je zajedno s njegovim djelima pridonijelo njegovom brzom stjecanju popularnosti kod šire javnosti još na početku Domovinskoga rata.

## Životopis

### Mladost
Podrijetlom je iz istočne Bosne. Rodio se kao Nijaz Batlak 15. ožujka 1929. godine, u Zvekovici kraj Cavtata, u Hrvatskoj. Otac Mehmed mu je bio član HSS-a i nadzornik pruge na sarajevskom Alipašinom mostu. 
Nadimak Daidža dobio je po ujaku (daidža) s kojim je provodio dječačke dane. Godine 1945. bio je pripadnik u vojnim formacijama NDH, te je sudjelovao u bitci na Lijevče polju. Pred njegovim očima partizani Srbi mučili su njegovog oca. Potkovali su ga i takvoga ga bacili u jamu. Mladog Nijaza Batlaka poslali su u zatočeništvo u kakanjski rudnik koji je onda bio partizanski logor na zlu glasu. Biva zatvoren do 1956. godine u vojnom zatvoru u blizini Mostara. 
O njegovom bijegu iz Jugoslavije, odlasku u Španjolsku gdje je završio vojnu akademiju, kao i emigrantskom životu u SAD-u se zna vrlo malo. Vjeruje se kako je bio ratnim plaćenikom u Južnoj Americi i na Bliskom istoku. U Americi je upoznao kasnijeg hrvatskoga predsjednika dr. Franju Tuđmana. O tome je govorio: "Pružali smo mu punu potporu i dali do znanja da cijelo iseljenišvo stoji uz njega. U njegovu sam ideju pomirbe svih Hrvata vjerovao kao u samog Boga."
Prigodom posjete Alije Izetbegovića (predsjednika BiH u 1990-ih) Washingtonu '80-ih, Batlak je zajedno s Kerimom Reisom bio sudjelovao na skupu kojega je Izetbegović imao s tamošnjim Hrvatima, Jugoslavenima i Muslimanima. Oboje su se tada oštro suprotstavili Izetbegovićevu konceptu stvaranja bošnjačke nacionalnosti.

### Domovinski rat
U Hrvatsku je došao 1991. godine. Dočekao ga je Gojko Šušak. U veljači iste godine otišao je u Sarajevo jer je želio organizirati obranu Sarajeva. Potom je s lažnim identitetom ušao u Crnu Goru, odakle je snimao neprijateljske položaje i pregovarao s mjesnim Albancima u Baru i Ulcinju.
Nakon toga slijedio je njegov ratnički angažman u dubrovačkoj okolici i Čepikućama. Imenovan je prvim zapovjednikom južnog bojišta, a koncem listopada 1991. ga se promiče u čin brigadira HV-a. 
Osnovao je dragovoljačke pukovnije "Kralj Tomislav", kasnije preustrojenu u elitnu HVO postrojbu "Ludvig Pavlović", i "Crvenkapice", koja se kasnije preustrojila u elitnu HVO postrojbu "Nahid Kulenović", čiji su bojovnici, njih 160, otvorili obruč oko Goražda i ušli u taj grad. "Bojna Krajišnika" iz te pukovnije kasnije se pridružila obrani Bihaća.
Sredinom ožujka 1992. godine promaknut je u čin general-bojnika HV-a, u kojem je kasnije i umirovljen.
U svibnju 1992. godine Mate Šarlija namjeravao je sa svojim postrojbama preko Igmana deblokirati Sarajevo. Uvjeren u svoje profesionalno ratničko iskustvo i sposobnost svojih vojnika, jamčio je da će za dva dana razbiti obruč oko Sarajeva. Međutim, zapovjedništvo Armije BiH zabranilo je HVO-u prolaz kroz Konjic i time spriječilo Šarlijine namjere. Izlika zapovjedništvu Armije BiH za to bila je "da ih ustaše neće oslobađati". No, general Martin Špegelj nakon rata tvrdio je kako se dogodilo drugačije tj. da se zapravo Šarlijina nedisciplinirana postrojba raspala do Konjica, a da se on morao vratiti na početni položaj sa šačicom ljudi. Također, rekao je kako je Daidža vojnički potpuno nesposoban.
Šarlija je uskoro u Ljubuškom doživio prometnu nesreću iz koje je prošao s ozljedama. Zbog toga je premješten u Zagreb, u logistiku.

### Umirovljenje
Nakon što je potpisan Washingtonski sporazum, vratio se u BiH, gdje je radio u diplomaciji. U Sarajevu je obnašao dužnost savjetnika za međunacionalne odnose u veleposlanstvu Republike Hrvatske.
Umirovljen je iza rata, 30. listopada 1996. godine. Umro je od teške bolesti 30. siječnja 1999.
Pokopan je na zagrebačkom groblju Mirogoju uz najviše vojne i državne počasti i uz nazočnost brojnih vojnih i političkih dužnosnika, kao što su: tadašnji hrvatski veleposlanik u BiH Darinko Bago, general-pukovnik HV Ante Gotovina, zamjenik ministra obrane RH general Krešimir Ćosić, savjetnik Predsjednika RH za unutarnju politiku Ivić Pašalić, predstojnik Ureda za nacionalnu sigurnost Ivan Jarnjak i ostali, a iz BiH general-pukovnik HVO-a Želje Šiljega, predsjednik HDZ BiH Ante Jelavić i ini. Od poznatih suboraca bio je Mirsad Bakšić. Izaslanik predsjednika RH bio je stožerni brigadir Živko Zrilić.

## Vanjske poveznice
- Video snimka Mate Šarlije
- Daidžin ratni dokument od 7.06.1992.  Arhivirana inačica izvorne stranice od 27. siječnja 2012. (Wayback Machine)
- Daidžin ratni dokument od 7.06.1992.  Arhivirana inačica izvorne stranice od 27. siječnja 2012. (Wayback Machine)
- Daidžin ratni dokument od 9.06.1992.  Arhivirana inačica izvorne stranice od 27. siječnja 2012. (Wayback Machine)
- Daidžin ratni dokument od 12.07.1992.  Arhivirana inačica izvorne stranice od 27. siječnja 2012. (Wayback Machine)